# Descriminalização do trabalho sexual

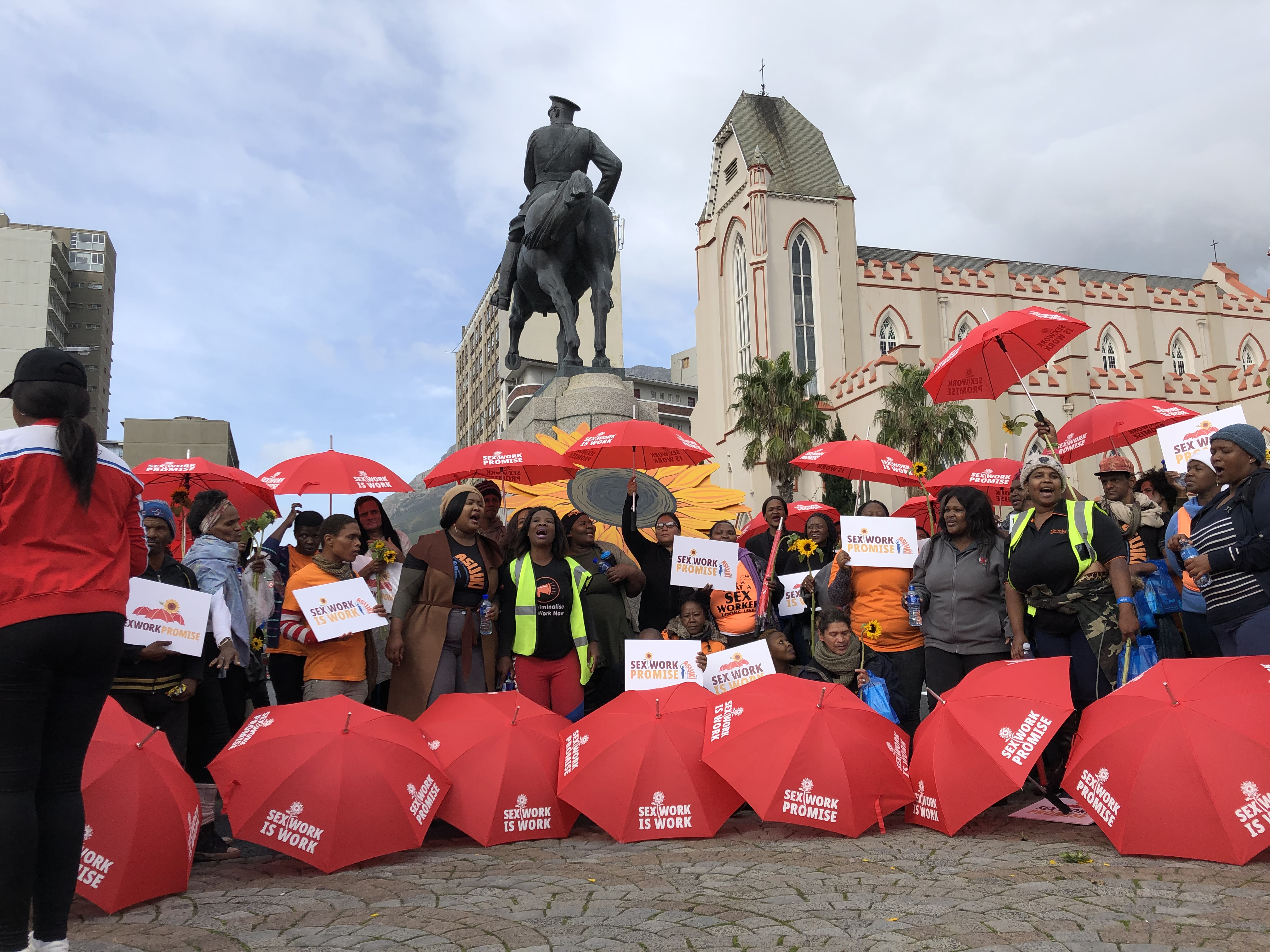
Protesto de 2019 da Coalizão Asijiki em frente ao Parlamento da África do Sul segurando guarda-chuvas vermelhos e cartazes com os dizeres "trabalho sexual é trabalho". Eles agradeceram ao presidente Cyril Ramaphosa pelos esforços para descriminalizar o trabalho sexual.

A descriminalização do trabalho sexual é a remoção de penalidades criminais para o trabalho sexual (especificamente, prostituição). O trabalho sexual, a prestação consensual de serviços sexuais por dinheiro ou bens, é criminalizado na maioria dos países. A Descriminalização é distinta da Legalização (também conhecida como abordagem "regulacionista").
Defensores da descriminalização argumentam que remover as sanções criminais em torno do trabalho sexual cria um ambiente mais seguro para as profissionais do sexo, e que isso ajuda a combater o tráfico sexual. Oponentes da descriminalização argumentam que ela não impedirá o tráfico (ou até mesmo aumentará o tráfico) e poderia colocar as profissionais do sexo em maior risco. Evidências demonstram que a descriminalização é uma abordagem baseada em evidências de redução de danos.
Organizações como: o UNAIDS, a Organização Mundial da Saúde (OMS), a Anistia Internacional, o Human Rights Watch, o Fundo de População das Nações Unidas (UNFPA) e o periódico médico The Lancet têm apelado aos países para descriminalizar o trabalho sexual no esforço global para combater a epidemia de HIV/AIDS e garantir o acesso das profissionais do sexo aos serviços de saúde. Quase todas as organizações geridas pelas próprias profissionais do sexo ao redor do mundo são favoráveis à descriminalização do trabalho sexual, e essa costuma ser seu principal objetivo.
No entanto, uma resolução do Parlamento Europeu adotada em 26 de fevereiro de 2014, sobre exploração sexual e prostituição e seu impacto na igualdade de gênero, afirma que "descriminalizar a indústria do sexo em geral e tornar o aliciamento legal não é uma solução para manter mulheres vulneráveis e menores de idade seguras contra violência e exploração, mas tem o efeito oposto e as coloca em perigo de um nível maior de violência, ao mesmo tempo em que encoraja mercados de prostituição – e, portanto, o número de mulheres e menores de idade sofrendo abuso – a crescer."
Dois países descriminalizaram o trabalho sexual. Em junho de 2003, Nova Zelândia tornou-se o primeiro país a descriminalizar o trabalho sexual, com a aprovação da Prostitution Reform Act. A única lei criminal remanescente em torno de atividades sexuais comerciais na Nova Zelândia é a exigência de adoção de práticas de sexo seguro. Apesar da descriminalização, a indústria do sexo no país ainda é polêmica, com algumas questões persistindo. Em junho de 2022, Bélgica tornou-se o primeiro país da Europa e o segundo no mundo a descriminalizar o trabalho sexual.

## Modelos legais do trabalho sexual

Descriminalização – Sem penalidades criminais para prostituição
Legalização (regulamentação) – Prostituição legal e regulamentada
Abolicionismo – Prostituição legal, mas atividades organizadas como bordéis e aliciamento são ilegais; prostituição não é regulamentada
Neo-abolicionismo (Modelo nórdico) – Venda de sexo legal, compra de sexo e terceiros são criminais
Proibição – Prostituição ilegal em todos os aspectos (venda e compra)
Legalidade varia conforme leis locais

Há uma ampla variedade de abordagens legais para regular a prostituição. ONGs, acadêmicos e órgãos governamentais normalmente usam cinco modelos diferentes para organizar essas abordagens. Pesquisadores também utilizam classificações em três ou quatro categorias, e a terminologia pode variar entre estudos. Alguns podem equiparar o termo "criminalização" com "proibição", enquanto outros consideram todas as políticas, exceto a descriminalização, como algum grau de criminalização.

### Proibição
Hindle et al. (2008) afirmaram: "A proibição busca eliminar a prostituição criminalizando todos os aspectos do comércio sexual. Sob essa abordagem, a prostituição é vista como uma violação da dignidade humana. A lei criminal e a aplicação rigorosa são vistas como ferramentas críticas na redução do número de indivíduos envolvidos na prostituição." Kulick (2003) afirmou que modelos proibicionistas "criminalizam a transação de venda de sexo." Scoular (2015) observou que defensores da proibição acreditam que o comércio sexual viola crenças morais (geralmente religiosas) e buscam "dissuadir as partes de se envolverem em prostituição punindo uma (geralmente as vendedoras) ou, cada vez mais, ambas as partes."

### Abolicionismo
Hindle et al. (2008) declararam: "O abolicionismo é frequentemente descrito como o meio-termo entre proibição e legalização. Defensores dessa abordagem mantêm que, embora as prostitutas possam escolher entrar no comércio, é, ainda assim, imoral. Acreditam que os governos devem tomar medidas necessárias para permitir que a prostituição ocorra apenas enquanto não infringir a segurança e a ordem públicas. De modo geral, abolicionistas pedem a criminalização da solicitação pública." Kulick (2003) definiu abolicionismo como "um sistema legal que entende que a prostituição em si não é uma infração, mas a exploração da prostituição de outros é; assim, qualquer terceiro que recrute, lucre ou organize prostitutas é penalizado."

### Neo-abolicionismo
O neo-abolicionismo, também chamado de modelo nórdico ou sueco, é usado na Suécia, Noruega, França e outros países. Enquanto a venda de sexo não é criminalizada nessa abordagem, a compra de sexo é ilegal. Neo-abolicionistas afirmam que esses modelos não punem as prostitutas, mas penalizam quem compra serviços sexuais de profissionais do sexo. Esse modelo é criticado por forçar as profissionais a atuar em áreas com menor presença policial, tornando-o muitas vezes mais perigoso.

### Legalização
Ver também
A legalização também é chamada de "regulacionista". Em países que legalizam a prostituição, ela deixa de ser proibida e há legislação para controlá-la e regulamentá-la. A extensão e o tipo de legislação variam de país para país e podem envolver permissões de trabalho, licenças ou zonas de tolerância.

### Descriminalização

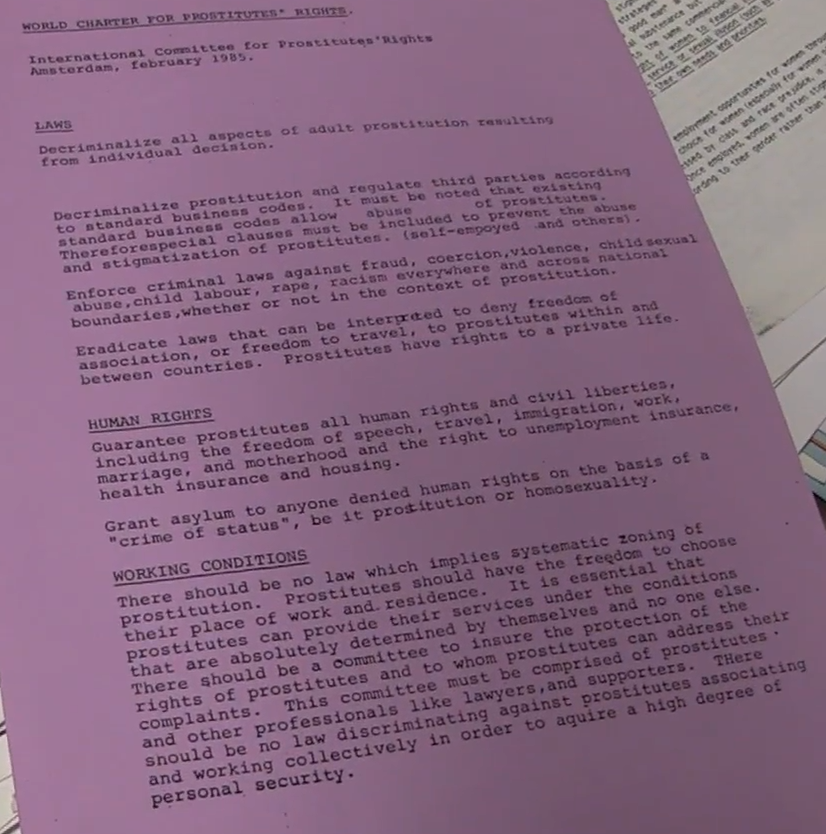
Primeira página de uma cópia original da Carta Mundial pelos Direitos das Prostitutas (1985)

A descriminalização é a remoção de penalidades criminais para o trabalho sexual. Em países que descriminalizam o trabalho sexual, as profissionais recebem a mesma proteção e reconhecimento que trabalhadores de outras indústrias. A primeira linha da Carta Mundial pelos Direitos das Prostitutas, escrita e adotada pelo Comitê Internacional pelos Direitos das Prostitutas em 15 de fevereiro de 1985 no primeiro Congresso Mundial de Prostitutas em Amsterdã, declara: "Descriminalizar todos os aspectos da prostituição adulta decorrente de decisão individual."

## Efeitos da criminalização

### Saúde
Segundo a Organização Mundial da Saúde (OMS), as profissionais do sexo são consideradas uma das populações-chave em risco de infecção por HIV, e as que fazem uso de drogas injetáveis estão ainda mais em risco devido ao sexo sem proteção, compartilhamento de seringas, dependência química e violência. Estigma, pobreza e exclusão dos serviços sociais legais aumentam sua vulnerabilidade à infecção pelo HIV. Riscos à saúde e transmissão de HIV e outras infecções sexualmente transmissíveis (ISTs) aumentam onde o uso de preservativos é limitado ou usado para identificar e criminalizar as profissionais. Muitas são gerenciadas por "controladores", como donos de bordéis, clientes ou agentes da lei, que frequentemente ditam o uso de preservativos. No Camboja, pesquisa mostrou que 30% das profissionais que recusaram usar preservativo foram coagidas sexualmente. O medo da polícia e da prisão também desencoraja a posse de preservativos, pois servem de prova para prisões. Evidências sugerem que o risco de HIV pode ser drasticamente reduzido quando as profissionais conseguem negociar sexo mais seguro. A descriminalização do trabalho sexual diminui o risco de infecção por HIV ao reduzir o estigma e aumentar o acesso a serviços de saúde, reduzindo a incidência de HIV/AIDS e ISTs.
Segundo um estudo de 2020, a criminalização do trabalho sexual em um distrito de Java Oriental, comparado a distritos vizinhos onde não era criminalizado, aumentou em 58% a taxa de ISTs entre profissionais femininas, reduziu sua renda após saírem da prostituição e tornou seus filhos mais propensos a trabalhar para complementar a renda familiar em vez de estudar (devido às dificuldades em arcar com despesas escolares). Um estudo de 2018 constatou que a descriminalização da prostituição em ambiente interno em Rhode Island (2003–2009) levou à redução de ISTs (a incidência de gonorreia feminina caiu mais de 40%) e de estupros (quedas de 30% nos casos registrados). Um estudo de 2017 concluiu que a introdução de zonas de prostituição regulamentadas na Holanda reduziu substancialmente crimes relacionados a drogas, abuso sexual e estupro (estes últimos em 30–40% nos dois primeiros anos).

### Violência
De acordo com um estudo de 2021, a abertura de estabelecimentos de entretenimento adulto (casas de strip-tease, clubes masculinos e serviços de acompanhantes) em Nova York associou-se a uma redução de 13% em crimes sexuais uma semana após a inauguração (sem impacto em outras formas de crime). A evidência sugere que potenciais agressores sexuais frequentam esses locais em vez de cometer crimes sexuais.

### Discriminação e estigma
Profissionais do sexo enfrentam estigma e discriminação significativos como resultado da criminalização. Embora considerem o trabalho sexual uma atividade legítima de geração de renda, são vistas como imorais, merecedoras de punição e, portanto, excluídas dos sistemas de saúde, educação e moradia. Leis de criminalização excluem profissionais dos sistemas de saúde que oferecem cuidados preventivos, como distribuição de preservativos e testes regulares de HIV ou IST.

### Violações de direitos humanos
Como população que sofre desproporcionalmente com HIV/AIDS, profissionais do sexo muitas vezes têm negados direitos humanos como a liberdade de discriminação, igualdade perante a lei, direito à vida e direito ao mais alto padrão possível de saúde. Um estudo em mais de 11 países pelo Sex Workers' Rights Advocacy Network (SWAN) concluiu que mais de 200 profissionais sofreram violência e discriminação. Esses atos de violência incluem abuso, estupro, sequestros e violência sexual. Profissionais também enfrentam extorsão e prisões ilegais, impactando profundamente seu bem-estar mental, físico e social. É difícil buscar justiça, já que muitos policiais participam de abusos sexuais e violentos. Na Macedônia do Norte, 82,4% das profissionais sofreram assédio sexual pela polícia em 2007. A criminalização também força a atuação em locais inseguros para evitar a polícia, aumentando o risco de tráfico sexual. Leis de criminalização como proibição de compra, solicitação e organização geral perpetuam um ambiente inseguro, proporcionam impunidade a agressores e impedem denúncias à polícia.

### Pobreza
Em países onde o trabalho sexual é crime, encontros com autoridades podem causar grande dificuldade financeira. Prisões frequentes e multas acumulam-se, e muitas profissionais vêm de contextos empobrecidos. Em Washington, D.C., por exemplo, a primeira infração pode resultar em multa de até US$ 500. O impacto financeiro se multiplica ao longo do tempo. Ter registro criminal pode dificultar ou impedir acesso a moradia e emprego em outras áreas, resultando em discriminação. Em 2015, 55% das profissionais trans negras relataram desemprego, e 40% sofreram discriminação de gênero ao buscar emprego.

## Populações específicas

### Profissionais do sexo masculinos
Nas últimas décadas, a demanda por trabalho sexual masculino aumentou dramaticamente à medida que a sociedade passou a ver a homossexualidade e a prostituição com mais aceitação. Conforme mudaram as leis e regulações em alguns países, aumentou-se a demanda por esses serviços em todo o mundo.
A demanda pela descriminalização do trabalho sexual também cresceu. Organizações como o Sex Workers Project, Sex Workers Outreach Project, Comitê Internacional pelos Direitos das Profissionais do Sexo na Europa, Asia Pacific Network of Sex Workers e African Sex Workers Alliance atuam internacionalmente para lutar pelos direitos de profissionais de ambos os gêneros e pela descriminalização do trabalho sexual em geral. Isso reflete a mudança do clima em torno da descriminalização nas últimas décadas, já que nenhuma dessas organizações existia antes dos anos 1990.
Assim como no trabalho sexual feminino, há uma longa história de discriminação contra o trabalho sexual masculino, mas por razões diferentes. Grande parte do sentimento contra vem da associação com a homossexualidade, historicamente vista como inaceitável em muitas sociedades, especialmente sob influências das três principais religiões abraâmicas (judaísmo, cristianismo e islamismo), que a consideravam pecado baseada em Levítico 18:22: "Não te deitarás com um homem como se fosse mulher; é abominação." Por isso, a homossexualidade tornou-se ilegal, com punições severas em muitos lugares.
O sentimento anti-homossexual ainda existe em algumas regiões. Em países como Iêmen, Irã, Arábia Saudita, Mauritânia, Nigéria, Brunei, Catar, Paquistão, Sudão, Emirados Árabes Unidos, Somália e Afeganistão, a homossexualidade é punível com a morte. Em outros, embora não haja pena de morte, ainda é crime, com punições que variam de prisão a chicotadas. Portanto, em muitos desses países, profissionais do sexo masculinos trabalham em condições inseguras, expostos a violência e abuso sexual para evitar a polícia. Além disso, o risco de contrair ISTs ou HIV é muito maior.
Nas últimas décadas houve um movimento pela descriminalização do trabalho sexual, incluindo o masculino. O sucesso de alguns movimentos em alcançar a descriminalização e até mesmo a legalização em alguns lugares aumentou a demanda global. Mesmo onde não se chegou à descriminalização total, houve relaxamento de regulações, o que também impulsionou a demanda. A internet ampliou ainda mais esse mercado, pois facilita contatos de forma mais discreta, importante onde a prostituição ainda é ilegal. Organizações como o Sex Workers Project, Comitê Internacional pelos Direitos das Profissionais do Sexo na Europa e African Sex Workers Alliance são líderes na luta pelos direitos e pela descriminalização, utilizando sua representatividade para influenciar políticas. O argumento central é de que, por questões de saúde pública, é melhor descriminalizar, permitindo que as profissionais utilizem canais formais, acessem proteção, façam testes de HIV/IST e garantam o uso de preservativos pelos clientes.
ISTs e HIV são questões centrais, com pesquisas indicando prevalência de até 50% em algumas regiões, muitas sem diagnóstico prévio. As taxas variam conforme renda, raça e preferência sexual. Esse é um campo que se beneficiaria da descriminalização e, potencialmente, da legalização, para criar condições mais equitativas e seguras. Em especial, profissionais gays têm maiores índices, possivelmente pela falta de educação sobre uso de preservativos. A descriminalização permitiria ambientes de trabalho mais seguros, reduzindo violência e contaminação.

### Profissionais do sexo transgênero
Profissionais trans enfrentam discriminação e violência desproporcionais, e grupos ativistas defendem a descriminalização por seus benefícios. Por exemplo, o National Center for Transgender Equality apoiou a resolução da Anistia Internacional em defesa da descriminalização para proteger os direitos humanos das trabalhadoras do sexo.
Um estudo com profissionais trans investigou motivações, mostrando que muitas mulheres trans ingressam no ramo devido ao medo de discriminação no mercado formal. No entanto, relatam satisfação, pois seus clientes as tratam como "mulheres de verdade", e enfrentam menos discriminação do que em outros contextos. Entrevistas revelaram que a combinação de sua identidade e do trabalho sexual resulta em tratamento discriminatório por parte da polícia, incluindo abuso verbal e físico. A criminalização acarreta risco único, já que trans presos são frequentemente vítimas de violência sexual e física em prisões masculinas.

## Comparação prática

### Prática abolicionista

#### Brasil
O Brasil adota o modelo abolicionista. A venda de sexo é legal, e profissionais podem reivindicar benefícios quando empregadas, mas é ilegal empregar profissionais do sexo ou lucrar com seu trabalho. Bordéis e aliciadores são criminalizados, assim como o tráfico sexual. Apesar da venda e compra serem legais (entre profissionais e clientes), leis como vadiagem, turismo sexual e desordem pública ainda são usadas contra as profissionais. No Rio de Janeiro, campanhas desencorajam o turismo sexual, e promotores costumam prender quem promove a prostituição.

### Prática neo-abolicionista (nórdica)

#### Canadá
Em 2013, estudo em Vancouver mostrou que a criminalização dos compradores melhorou relações entre profissionais e polícia, mas "reproduziu os danos criados pela criminalização do trabalho sexual, em particular, vulnerabilidade à violência e a ISTs".
A lei canadense foi contestada em 2013 no caso Bedford v. Canada por Terri-Jean Bedford, Amy Lebovitch e Valerie Scott. As requerentes argumentaram que leis criminais aumentavam seu risco de violência e impedia estratégias de segurança. Em decisão unânime (9–0), a Suprema Corte do Canadá determinou que três disposições violavam direitos à segurança da pessoa. A declaração de invalidez foi suspensa por um ano para resposta do governo.
Em 2014, o governo canadense aprovou o Protection of Communities and Exploited Persons Act (PCEPA). Inspirada no modelo nórdico, criminaliza compradores de serviços sexuais e terceiros (aliciadores e bordéis). Grupos de direitos das profissionais rejeitaram esse modelo, preferindo o neozelandês por supostamente reduzir violência e melhorar proteção policial. Em fevereiro de 2020, tribunal de Ontário declarou inconstitucionais proibições de publicidade, aliciamento e benefício material, violando liberdades de expressão e segurança da pessoa, o que autorizaria envolvimento de terceiros.

#### França
Em 2016, o governo francês estimou cerca de 30 000 profissionais no país, sendo 93% estrangeiras. Em abril de 2016, a Assembleia aprovou lei que parcialmente descriminalizou o trabalho sexual. A venda de sexo, perambulação e solicitação pública são legais, mas pagar por sexo implica multa de cerca de 1 500 euros. Quem paga pode ter que fazer "curso de sensibilização sobre a luta contra a compra de atos sexuais".
O governo também tentou oferecer compensação a quem quisesse sair da prostituição, mas, embora aspirasse atender 600 até 2018, só 55 se inscreveram, reclamando que o auxílio de 330 euros não era suficiente. A lei de 2016 também aumentou violência contra profissionais: maior presença policial empurrou o trabalho para áreas com menos vigilância. Pesquisa do Médecins du Monde revela que 42% disseram sofrer mais violência desde a entrada em vigor da lei.

#### Suécia
A Suécia aprovou em 1999 lei que criminalizou a compra de sexo, mantendo a venda legal. Kulick (2003) e Matthews (2008) classificaram-na como "proibicionista" (Kulick argumenta que a Suécia já era "abolicionista" antes de 1999), enquanto Jakobsson & Kotsadam (2010) a chamaram de "neo-abolicionista". Após a aplicação, defensores afirmaram redução no número de profissionais, mas isso pode refletir maior vigilância policial, pois muitas saíram às ruas em favor de espaços como a internet. This has created more dangerous conditions for prostitutes that continue to work. According to a survey conducted by the French NGO Médecins du Monde, 42% of percent of prostitutes in France say that they have been exposed to more violence since the law took effect in 2016.

Pye Jakobsson, porta-voz da Rose Alliance (que representa profissionais), acredita que a redução de trabalhadores de rua não significa menos prostituição, observando que 50% atuam em ambiente interno. Para ela, não dá para proteger profissionais e dizer que a lei é boa, pois isso impulsiona prostituição e tráfico subterrâneos, reduzindo o acesso a serviços sociais.
Em revisão de 2010, o governo sueco concordou que o modelo aumentou o estigma, mas viu isso como resultado positivo, pois a lei tem como objetivo combater a prostituição.
Profissionais relataram violações de direitos humanos, incluindo deportações, despejos, vulnerabilidade à falta de moradia e discriminação. A lei levou a uso de preservativos como prova, reduzindo seu uso entre profissionais e clientes.

### Prática de legalização (regulamentação)

#### Dinamarca
Na Dinamarca, a prostituição foi legalizada em 1999, permitindo venda e compra entre maiores de 18 anos. Bordéis e aliciadores permanecem ilegais. Anteriormente, profissionais só podiam atuar se não fosse sua única renda.

#### Alemanha
A Alemanha legalizou o trabalho sexual em 2002. A lei obrigou registro e pagamento de impostos, em troca de benefícios como saúde e licença remunerada. Clientes não podem recusar pagamento alegando insatisfação. Após a lei, a indústria cresceu: estimativas de 2005 apontam 400 000 profissionais e mais de 1,2 milhão de clientes diários.
A implementação foi falha por falta de treinamento, gerando interpretações diversas: em Berlim favoráveis às profissionais, em Colônia impondo "imposto do prazer" exclusivo ao setor.
Artigo de 2014 no The Daily Telegraph afirmou que, embora a lei visasse reconhecer o trabalho sexual, resultou em bordéis de vários andares e "sex boxes" nas estradas (Verrichtungsboxen).

#### Países Baixos
Os Países Baixos revogaram a proibição de bordéis de 1911 em 2000, sendo símbolo de liberalidade. O modelo holandês contrastou com o nórdico de 1999. Segundo Heumann et al. (2017), a proibição de 1911 era vaga e mal aplicada, sem criminalizar as profissionais, mas ainda havia estigma. Debates dos anos 1980 levaram a proposta de legalizar e combater tráfego, mas alterações adiadas até 2000, quando finalmente a lei entrou em vigor. A ideia era redução de danos, maior controle e combate ao tráfico. Migrantes sem visto não podiam trabalhar legalmente. Após 2000, interpretações locais introduziram elementos neo-abolicionistas, afetando especialmente migrantes. Direitos trabalhistas foram colocados em segundo plano, seja pelo governo ou grandes empresas de bordéis.

#### Nevada, Estados Unidos

Legalidade da prostituição por condado em Nevada:
Permitido, ≥1 bordel ativo
Permitido, sem bordéis ativos
Não permitido

Nevada é o único estado dos EUA onde a prostituição é legal, mas apenas em 10 condados rurais e em estabelecimentos licenciados.
Não havia lei estadual até 1971, quando parte dos Estatutos de Nevada efetivamente legalizou a prostituição em condados com população abaixo de 400 000. Nos anos 1970, Walter Plankinton tentou abrir bordel em Nye County, mas enfrentou lei de 1948 que chamava bordéis de "incômodo", revogada pela Suprema Corte em 1978. Em 1980, a Corte legalizou oficialmente em condados com menos de 400 000 habitantes. Prostituição fora de casas licenciadas só foi proibida em 1987.
O trabalho sexual é regulado por leis estaduais e locais. Zonas proibem bordéis perto de escolas, igrejas ou rodovias principais. Licenças são caras e geram receita local. Testes de IST são obrigatórios antes e semanalmente após contratação. Profissionais HIV-positivas são proibidas de trabalhar, e violar pode levar a 2–10 anos de prisão ou multa de US$ 10 000.

### Prática de descriminalização

#### Bélgica
Em março de 2022, Bélgica tornou-se o primeiro país europeu a descriminalizar o trabalho sexual. Em 17 de março, a Câmara aprovou reforma do código penal sexual sob responsabilidade do ministro da Justiça Vincent Van Quickenborne. A reforma previa descriminalização faseada para maiores de 18 anos, permitindo inicialmente apenas profissionais autônomas anunciar seus serviços em mídias específicas. A lei entrou em vigor em 1° de junho de 2022.
A partir de 1° de dezembro de 2024, a lei trabalhista belga descriminalizou o trabalho sexual sob contrato formal, sendo a primeira no mundo a fazê-lo. Profissionais têm todos os benefícios sociais como maternidade e aposentadoria, além de proteções especiais, como botões de pânico e possibilidade de demissão sem aviso prévio.

#### África do Sul
Em novembro de 2022, o gabinete da África do Sul aprovou projeto de lei para descriminalizar o trabalho sexual, ainda pendente de redação e comentários públicos.

#### Austrália
Leis variam por estado e território. New South Wales descriminalizou em 1995 após a Comissão Real sobre a Polícia de New South Wales mostrar que a criminalização gerava corrupção policial, riscos à saúde e incômodo público.

Status legal do trabalho sexual na Austrália:
Descriminalização: trabalho sexual tratado como atividade comum, fora da lei penal
Legalização/regulamentação: trabalho sexual legal e regulamentado dentro da lei penal, com isenções
Abolicionismo: trabalho sexual legal mas não regulamentado, atividades organizadas ilegais

New South Wales rumo à proibição (1908–1976)
Em 1908, a Police Offences Act criminalizou homens que viviam de prostituição, mas não mulheres, expondo profissionais a prisões e violência.
New South Wales parcial descriminalização e re-criminalização (1976–1995)
Em 1976, governos progressistas e feministas pressionaram pela descriminalização, resultando em legalização da solicitação pública em 1979, mas mantendo bordéis ilegais. Reforma de 1988 endureceu penalidades.
New South Wales descriminalização (1995–presente)
O Comissão Real sobre a Polícia (1995–1997) identificou corrupção e riscos à saúde, recomendando legalizar bordéis. Em 1995, o Disorderly Houses Act foi alterado, tornando bordéis negócios normais sujeitos a regulamentação ambiental, eliminando poder discricionário da polícia. Assim, New South Wales descriminalizou o trabalho sexual. Revisão de 2016 manteve apoio à descriminalização como melhor forma de proteger profissionais e transparência.
Território do Norte descriminalização 2019
Victoria descriminalização 2022–2023
Em fevereiro de 2022, Victoria aprovou a Sex Work Decriminalisation Act 2021, abolindo parcialmente ofensas de rua, removendo licenças e regulando pela legislação corrente. A partir de 1° de dezembro de 2023, serviços sexuais funcionam como qualquer outro negócio.

#### Nova Zelândia
A Nova Zelândia foi o primeiro país a descriminalizar a prostituição em junho de 2003 com a Prostitution Reform Act 2003. A lei visou descriminalizar a prostituição (sem endossar moralmente), salvaguardar direitos, promover bem-estar e saúde ocupacional, contribuir à saúde pública e proibir prostituição de menores de 18 anos. Estabeleceu regime de certificação para bordéis.
Catherine Healy, coordenadora nacional do New Zealand Prostitutes' Collective (NZPC), que impulsionou a lei, notou melhoria drástica na relação polícia–profissionais, focando em direitos, segurança e saúde, reduzindo estigma e aumentando denúncias e proteção legal.

#### Estados Unidos

##### Condado de Washtenaw, Michigan
Em 14 de janeiro de 2021, o promotor Eli Savit do Condado de Washtenaw, Michigan anunciou que seu escritório não processaria trabalho sexual consensual, abrangendo profissionais e clientes. A diretiva citou princípios constitucionais de autonomia corporal, impactos negativos da criminalização, riscos de saúde e efeitos desproporcionais sobre trans e minorias étnicas. Aliciadores continuam sujeitos a processo, mas vítimas de tráfico não. Washtenaw tornou-se o primeiro condado fora de Nevada a permitir legalmente o trabalho sexual, com interesse de Oakland County em seguir exemplo.

##### Montpelier, Vermont
Em 22 de junho de 2022, o conselho da Montpelier, Vermont pediu descriminalização do trabalho sexual e revogação de ordem local que proibia prostituição. Em 24 de agosto de 2022, Montpelier revogou sua ordenança de prostituição, sendo a segunda cidade de Vermont a fazê-lo.